# Женихов, Борис Николаевич
Борис Николаевич Женихов (род. 5 октября 1939) — советский хоккеист, нападающий.

## Биография
В первенстве СССР провёл один сезон, выступая в чемпионате 1961/62 за ЛИИЖТ.
На турнире на приз газеты «Советский спорт» 1962 года сыграл один матч в составе СКА Куйбышев.
Серебряный призёр хоккейного турнира зимней Универсиады 1962.